# Keely Shaye Smith
Keely Shаye Smith (Vallejo, California, 25 de septiembre de 1963), también conocida como Keely Shaye Brosnan, es una periodista, autora, presentadora de televisión y actriz estadounidense.

## Vida profesional
Smith apareció con Huey Lewis en el video musical de MTV «Stuck with You» que pasó tres semanas en el puesto número uno en el   Billboard  Hot 100  lista del 20 de septiembre al 10 de octubre de 1986. Smith apareció como Valerie Freeman durante una temporada en Hospital General (1990).
Fue corresponsal medioambiental durante seis años para " The Home Show" de  ABC, que le valió dos  Génesis Аwards, un premio especial a los logros en el Festival de Cine Ambiental de 1991 y una nominación de la Asociación de Medios Ambientales (EMA).  Women in Film, el Natural Resources Defense Council, EMA, Earth Communications Office, Heal the Bay, Oceana, Senadora Barbara Boxer,  Malibu Times , y "Organic Style Magazine" han honrado a Smith por su compromiso continuo con el medio ambiente.
Smith se desempeñó como corresponsal del exitoso programa de NBC Misterios sin resolver de 1995 a 1997 en el "centro telefónico" del programa, proporcionando información sobre historias actualizadas así como también para segmentos de "boletines especiales".
Se desempeñó como experta en jardinería y corresponsal de Good Morning America de ABC y Mike and Maty, así como corresponsal de entretenimiento de Today de NBC, Entertainment Tonight de CBS y World Entertainment Report de HBO. Además, fue anfitriona de Great Bears, una serie para Outdoor Life Network.
Como productor de televisión, Smith-Brosnan creó y presentó un programa de cómo hacer un hogar y un jardín ecológico llamado Home Green Home para PBS.
Smith ha publicado seis artículos en la revista Los Angeles Confidential.

## Activismo
De 1995 a 2000, Smith y su futuro esposo trabajaron con el Consejo de Defensa de los Recursos Naturales y el Fondo Internacional para el Bienestar Animal para evitar que se construyera una fábrica de sal propuesta en Laguna San Ignacio, Baja California Sur, México.[cita requerida] La pareja está comprometido con la educación ambiental en el aula para los grados K-12 y actualmente patrocina el programa juvenil y humanitario Roots and Shoots de su amiga Jane Goodall desde hace mucho tiempo. En la primavera de 2007, la pareja también luchó con éxito en la instalación de gas natural licuado del puerto de Cabrillo que se propuso frente a las costas de Oxnard y Malibu; la Comisión de Tierras del Estado finalmente negó el contrato de arrendamiento para construir la terminal. En mayo de 2007, los Brosnan donaron 100,000 dólares para ayudar a reemplazar un patio de recreo en la isla hawaiana de Kauai.[cita requerida] En 2009, los Brosnans visitaron la Casa Blanca para ayudar al congresista William Delahunt y al congresista Eni Faleomavaega a introducir una legislación para cerrar las lagunas en el comercio y caza científica de ballenas en todo el mundo.[cita requerida] En mayo de 2009, los Brosnan testificaron en Washington D. C., ante la Agencia de Protección Ambiental de Estados Unidos en apoyo de la nueva Ley de Cambio Climático (conocida como la Ley de Seguridad y Energía Limpia de Estados Unidos).[cita requerida] Brosnan dirigió y produjo el galardonado documental Poisoning Paradise sobre el ambiente agrícola tóxico de Kauai.

## Vida privada
Smith conoció al actor Pierce Brosnan en una playa de México el 8 de abril de 1994. Se casaron en Ballintubber Abbey en el condado de Mayo, Irlanda, el 4 de agosto de 2001. Tienen dos hijos, Dylan Thomas Brosnan (n. Enero de 1997) y Paris Beckett. Brosnan (n. Febrero de 2001).